# Kathleen MacLeod
Pour les articles homonymes, voir MacLeod.
Kathleen MacLeod, née le 23 octobre 1986 à Melbourne, est une joueuse australienne de basket-ball. Elle joue principalement au poste de meneuse.

## Biographie
Après plusieurs années aux Dandenong Rangers (12,9 points, 3,2 rebonds et 4,3  passes décisives en 2014-2015), elle signe mi-2015 aux Canberra Capitals.

## Clubs
| Saisons   | Équipe                 | Pays      |
| 2005-2007 | Dandenong Rangers      | Australie |
| 2007-2008 | Bendigo Spirit         | Australie |
| 2008-2009 | MKB Euroleasing Sopron | Hongrie   |
| 2009-2010 | Nantes-Rezé Basket 44  | France    |
| 2010-2015 | Dandenong Rangers      | Australie |
| 2015-     | Canberra Capitals      | Australie |

## Palmarès

### Club
- Vainqueur du Challenge Round 2010

### Palmarès en sélection
- Jeux olympiques d'été
  -  Médaille de bronze des Jeux olympiques de 2012 à Londres,  Royaume-Uni[2]